# AA&TOYSOX
エイエイあんどトイソックス（正式表記はＡＡ＆ＴＯ￥＄ＯＸで略称トイソ）は日本の音楽ユニット。1990年代の日本のサイコビリーシーンを語るうえでは外せない2バンド(東京スカンクスとレッドホットロッキン'フッド)の元リーダー同士の2名で2004年ごろ結成、2006年からライヴ活動開始。サイコビリー〜ラスティックの最新「退化系」を自称。アコースティック編成の2人組ながら、ギター2本のデュオなどとは全く異なる、立ち弾きのオモチャのピアノとスラップベースという世界初、唯一無二のコンビ編制で、さらにパンク感あふれるツインVocalを炸裂させる激珍ユニット。Psychobilly〜RusticStompの新たな方向性と、さらなる可能性を世に示した存在意義の大きなユニット。

## 編制
2人編制である。
- 局長AA (エイエイ ･･･ex.RedHotRockin'HoodのWBsアンドーアキオ)

：ウッドベースDoubleBass，カズーKazoo，唄Vox
- 副長Dabis-que? (だびすケ? ･･･ex.TOK\O $KUNXのBjVoダビすけ)

：玩具ピアノToyPiano，ごみバケツTrashCan，警笛SirenWhistle&CarHorn，唄Vox

## 楽曲
1800年代〜1950年代までの各国各曲(多ジャンル)の替え歌および改題インスト(新編曲)。あえてオリジナル曲はプレイしていない。

## 音源
過去CDを2枚発表、オムニバスCD3枚に参加、オムニバスDVD1枚にも参加。
- 4曲入CD『AA&TO\$OX』[9]2006.8.11
- 1曲参加CD VA『Big Rumble Wreckin Crew vol.1』[10]2007
- 3曲参加DVD VA『THIS IS JAPAN』[11] 2008.11.21
- 10曲入CD『Hodemagie』(ホーデマギー)[12] 2009.4.30
- 1曲参加CD VA『Rustic Stomp 2009』[13]2009.12.19
- 1曲参加CD VA『Rebel Banditz Vol.1』[14]2010.1.20